# Obra de arte inacabada

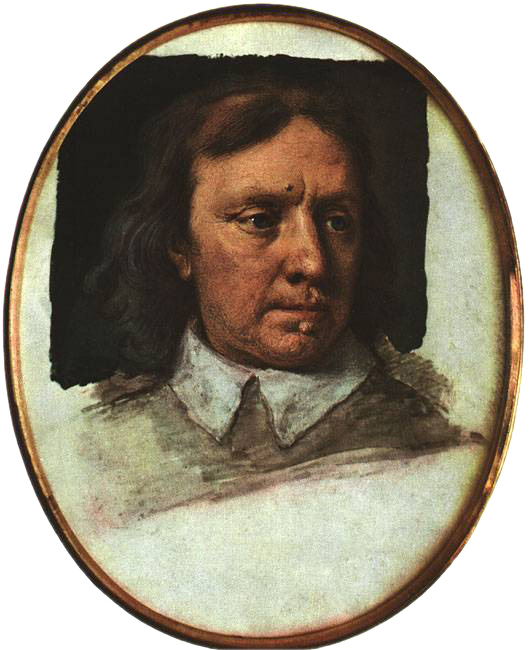
Un retrato en miniatura inacabado de Oliver Cromwell, obra de Samuel Cooper.

Una obra de arte inacabada es una pintura, novela, composición musical u otra obra creativa que no ha sido terminada. Es posible que su creador haya optado por no terminarla, o que circunstancias fuera de su control, como la muerte, se lo impidieron. Tales piezas son a menudo objeto de especulaciones sobre cómo habría sido la pieza terminada si el creador original hubiera completado la obra. A veces, otras personas terminan las obras de arte y las publican póstumamente. Las obras inacabadas han tenido profundas influencias en sus géneros y han inspirado a otros en sus propios proyectos. El término también puede referirse al trabajo en curso que eventualmente podría terminarse (es decir, el creador aún está vivo) y se puede distinguir del «trabajo incompleto», que puede ser un trabajo que se terminó pero que ya no se encuentra en su forma completa.
Hay muchas razones por las que las obras no sean finalizadas. La más común es la muerte del autor, aunque algunos, conscientes de su mala salud, se aseguran de configurar el proyecto para su finalización. Si el trabajo involucra a otras personas, como un elenco de actores o el sujeto de un retrato, puede detenerse por no estar disponible. Es posible que los proyectos que son demasiado grandiosos nunca se puedan terminar, mientras que otros deberían ser factibles, pero la continua infelicidad de su creador con ellos conduce al abandono.
Las obras inacabadas de autores y artistas populares aún pueden hacerse públicas, a veces en el estado en el que se encontraban cuando se detuvo el trabajo. Alternativamente, otro artista puede terminar la pieza. En algunos campos, el trabajo puede parecer inacabado, pero en realidad está terminado, como la técnica non finito de Donatello en la escultura.

## Literatura

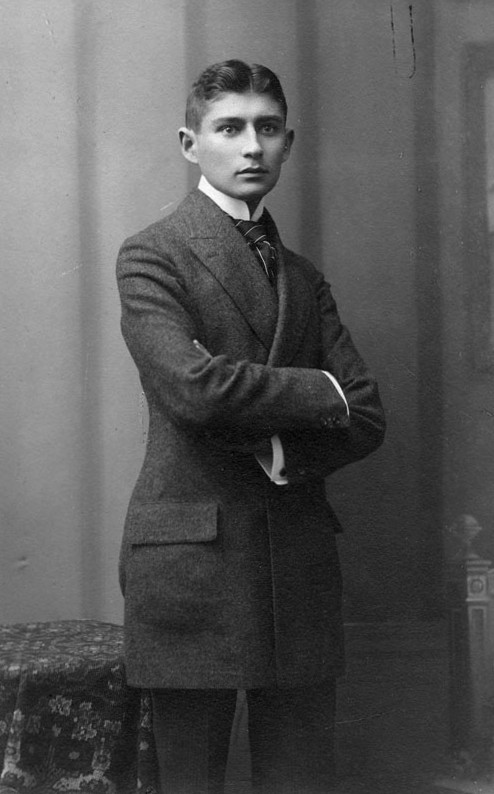
Los escritos inacabados de Franz Kafka fueron publicados después de su muerte a pesar de sus deseos de que fueran destruidos.

Muchos autores aclamados han dejado trabajos incompletos. Algunas de estas piezas han sido publicadas póstumamente, ya sea en su estado incompleto o después de haber sido terminadas por otra persona.
Es tarea de los albaceas literarios hacerse cargo del trabajo de un escritor después de su muerte. A menudo deben decidir qué hacer con el trabajo incompleto, utilizando su propio juicio si no se les dan instrucciones explícitas. En algunos casos, esto puede llevar a que suceda algo en la obra que no estaba previsto originalmente, como la publicación de los escritos inacabados de Franz Kafka por parte de Max Brod cuando Kafka había deseado que fueran destruidos. Estas obras se han vuelto icónicas en la literatura europea. La publicación póstuma de algunas de las novelas inconclusas de Ernest Hemingway fueron objeto de controversia. Se publicaron varios libros, pero se ha sugerido que no está dentro de la jurisdicción de los parientes o editores de Hemingway determinar si estas obras deben ponerse a disposición del público. Por ejemplo, los eruditos a menudo notan con desaprobación que la versión de El jardín del Edén publicada por Charles Scribner's Sons en 1986, que, aunque no es una revisión de las palabras originales de Hemingway, omite dos tercios del manuscrito original.

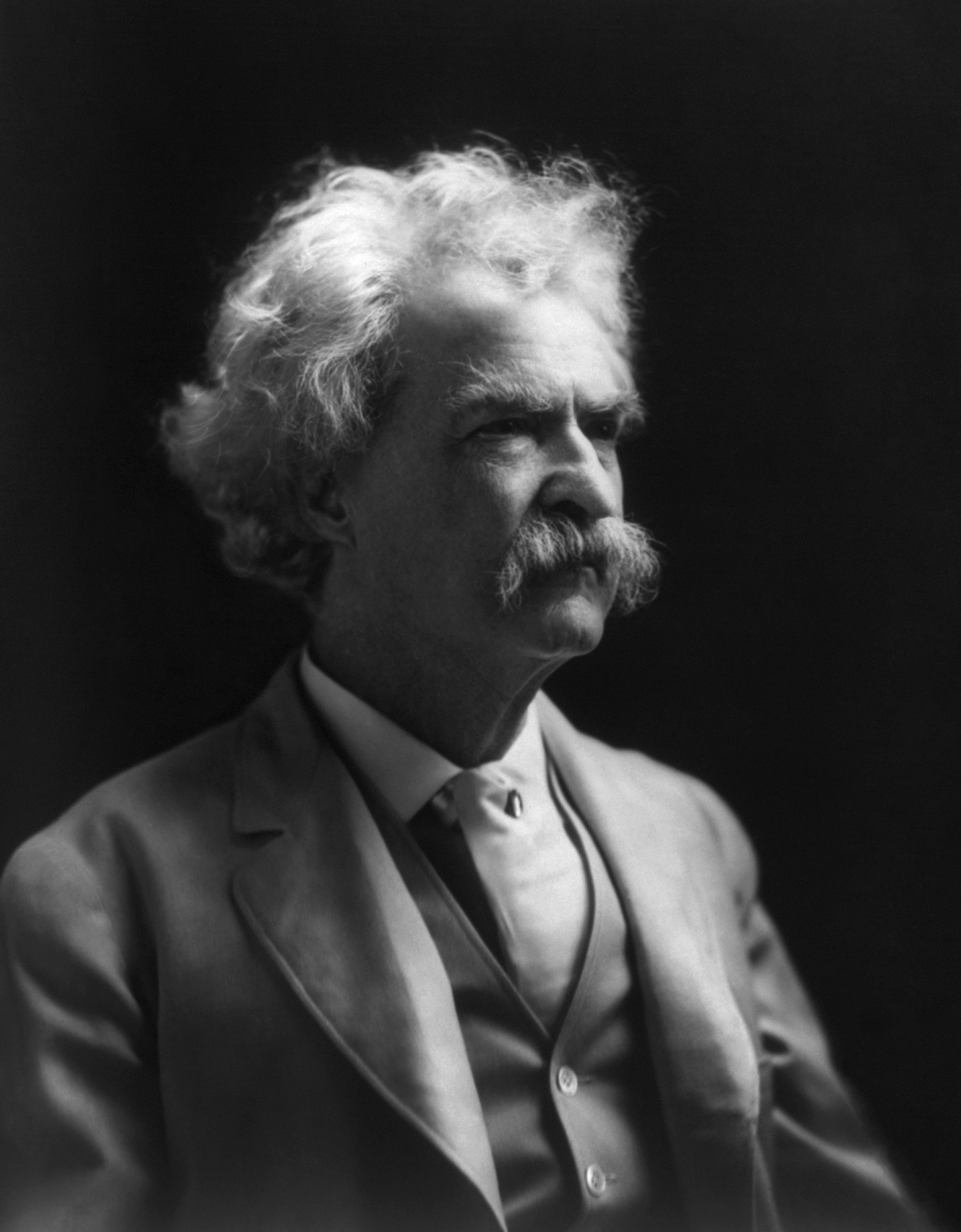
Mark Twain tardó 20 años en escribir tres versiones de El forastero misterioso pero no terminó ninguna.

Las novelas pueden permanecer inacabadas porque el autor reescribe continuamente la historia. Cuando existe suficiente material, otra persona puede compilar y combinar el trabajo, creando una historia terminada a partir de varios borradores diferentes. El forastero misterioso de Mark Twain se escribió en tres versiones diferentes durante un período de 20 años, ninguna de las cuales se completó. El biógrafo y albacea literario de Twain, Albert Paine, combinó las historias y publicó su versión seis años después de la muerte de Twain. De manera similar, J. R. R. Tolkien reescribió continuamente El Silmarillion a lo largo de su vida; una versión definitiva aún estaba sin compilar en el momento de su muerte, con algunas secciones muy fragmentadas. Su hijo, Christopher Tolkien, invitó al escritor de ficción fantástica Guy Gavriel Kay a reconstruir algunas partes del libro, y finalmente publicaron una versión final en 1977. En 1980, Christopher Tolkien publicó otra colección póstuma de la obra inacabada de su padre, apropiadamente titulada Cuentos inconclusos de Númenor y la Tierra Media. Entre 1982 y 1996, publicó doce volúmenes de La historia de la Tierra Media, una parte sustancial de los cuales son borradores inacabados e incompletos. En 2007, Christopher Tolkien publicó otra novela de su padre titulada Los hijos de Húrin. Al igual que en El Silmarillion, Christopher reunió la novela a partir de varios borradores incompletos.
El tamaño de un proyecto puede ser tal que una pieza de literatura nunca se termine. Geoffrey Chaucer nunca completó Los cuentos de Canterbury en la extensión que pretendía originalmente. Sin embargo, Chaucer ya había escrito gran parte del trabajo en el momento de su muerte, y Los cuentos de Canterbury se consideran un trabajo fundamental a pesar de su estado inacabado. El poeta inglés Edmund Spenser originalmente pretendía que La Reina Hada constara de 12 libros; incluso en su estado inacabado —se publicaron 6 libros antes de la muerte de Spenser— es el poema épico más largo en idioma inglés. El novelista francés Honoré de Balzac completó casi 100 piezas para su secuencia de novela La comedia humana, pero otras 48 planeadas nunca fueron terminadas. Las notas y los esquemas de la trama dejados por un autor pueden permitirle al sucesor completar una novela o una serie de novelas. Frank Herbert dejó extensas notas relacionadas con su universo de Dune, lo que llevó a que su hijo Brian Herbert y el autor de ciencia ficción Kevin J. Anderson completaran varias precuelas de la popular serie. Mervyn Peake, autor de las novelas de Gormenghast, tenía la intención de escribir una biografía completa del personaje principal, Titus, pero murió después de completar solo tres libros de la serie.
Algunas obras se presentan como secciones separadas, cada una escrita en diferentes momentos. Esto puede llevar a que una pieza parezca completa mientras el autor realmente tenía la intención de que continuara, o cuando otros autores intentan falsificar su propia escritura como parte del trabajo. Los primeros cuatro cantos del poema narrativo Don Juan de Lord Byron fueron escritos en 1818 y 1819, y otros doce fueron completados y publicados antes de su muerte en 1824. Varias editoriales habían publicado numerosas «continuaciones» de la historia, incluso entre números de la historia, junto con varias conclusiones falsas. Byron tenía la intención de continuar la historia, como lo demuestra el hallazgo del canto 17 después de su muerte, pero no está claro cuánto tiempo continuaría el poema o cómo terminaría. Todavía se considera uno de sus mayores logros. Charles Dickens estaba escribiendo El misterio de Edwin Drood en cuotas mensuales cuando murió, completando solo seis de las doce previstas. La historia rodeó el asesinato del titular Edwin Drood; porque la historia nunca se terminó, el asesino nunca fue revelado. El libro fue representado en varias películas y un musical, y este último tiene el concepto inusual de que los miembros de la audiencia votan por quién creen que es el asesino.
Otras obras literarias inacabadas famosas incluyen a Hero and Leander de Christopher Marlowe (George Chapman lo completo), Sueño en el pabellón rojo de Gao E (capítulos 80 a 120), la segunda parte de Almas muertas de Nikolái Gógol, Bouvard et Pécuchet de Gustave Flaubert, El dique de Hermiston de Robert Louis Stevenson, El cadáver viviente de León Tolstói, El buen soldado Švejk de Jaroslav Hašek, Suite francesa de Irène Némirovsky, Plegarias atendidas de Truman Capote, El último magnate de F. Scott Fitzgerald, Uncertain Times de Richard Yates, Sanditon de Jane Austen, El Monte Análogo de René Daumal, El rey pálido de David Foster Wallace, The Final Unfinished Voyage of Jack Aubrey de Patrick O'Brian, Woyzeck de Georg Buchner, El castillo y América de Franz Kafka, El primer hombre de Albert Camus.

### Ciencia, teología y filosofía

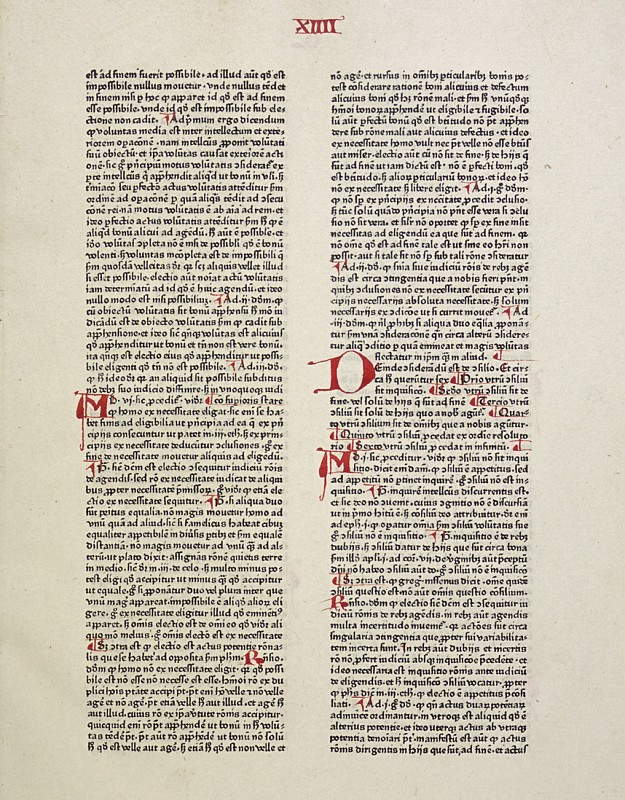
Santo Tomás de Aquino dejó de trabajar en su Suma teológica en 1273 después de una experiencia mística.

Las obras religiosas también se han dejado incompletas, lo que ha llevado a debates sobre el posible contenido faltante. Algunos teólogos consideran que el Evangelio de Marcos, en su forma actual, está incompleto; el texto después de 16:8 probablemente no es original, lo que crea especulaciones sobre si el autor fue arrestado o murió repentinamente, o si el fin del evangelio podría haberse separado del resto del evangelio cuando fue entregado a la siguiente persona. El comentario clásico islámico sunita del Corán, Tafsir al-Razi, de Fakhr al-Din al-Razi, quedó inconcluso y fue terminado por Qadi Shahab-ud-deen bin Khaleel al-Khauli, de Damasco (fallecido en el 639 AH) o Shaikh Najm-ud-deen Ahmad bin Al-Qamooli (fallecido en el 777 AH), como se menciona en Kashf-az-Zunoon. El Masnavi, el poema más famoso de la poesía sufí islámica sunita de Rumi quedó sin terminar y más tarde fue terminada por el muftí Ilahi Baksh Kandhlawi unos quinientos años después de la desaparición de Rumi. El Bayán Persa, una escritura del babismo, quedó inconcluso cuando murió el Báb. Ha habido algunas afirmaciones de que el texto ha sido completado por otras personas, aunque el Báb declaró que sería terminado por «[aquel] a quien Dios hará manifiesto.» Santo Tomás de Aquino abandonó su gran obra, la Suma teológica, en 1273, citando una experiencia mística durante la misa. Sus argumentos a favor de la existencia de Dios continúan ejerciendo influencia en la filosofía y la teología cristiana más de 700 años después. En la filosofía griega, Critias de Platón quedó inacabado cuando él murió a los 80 años.
El documento más influyente en ciencias de la computación fue el First Draft of a Report on the EDVAC de John von Neumann, un manuscrito de 101 páginas que data de 1946. Lleno de puntos suspensivos y espacios para la eventual adición de más material, von Neumann nunca lo completó, como por esa vez su distribución ya había influido en una explosión en el desarrollo informático de la posguerra. Su elaboración del concepto de programa almacenado y la formalización del diseño lógico de la arquitectura informática —no todas las ideas eran originales de von Neumann pero él las expresó por primera vez en el lenguaje matemático— perduran en las arquitecturas de los sistemas informáticos modernos.
Aún en la informática, el trabajo fundamental sobre algoritmos, The Art of Computer Programming de Donald Knuth, solo ha escrito los primeros tres de sus siete volúmenes planificados.
La primera obra historiográfica genuina, la Historia de la guerra del Peloponeso de Tucídides, estaba siendo sometida a una importante revisión por parte del autor en el momento de su muerte, por lo que diferentes secciones reflejan una perspectiva general marcadamente contrastante sobre la influencia persa en los eventos descritos.

## Dibujos, pinturas y esculturas

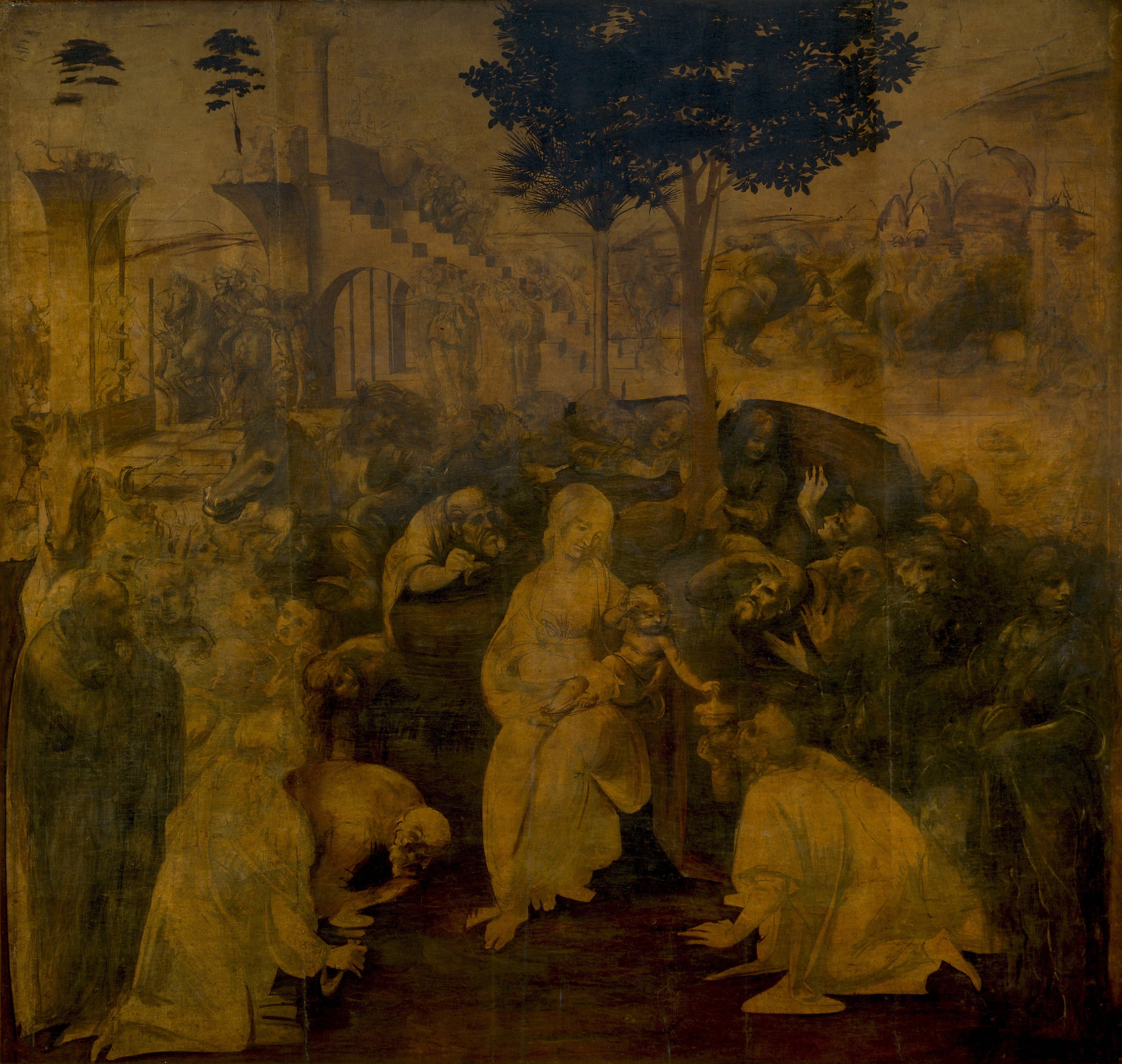
Adoración de los Magos, una pintura inacabada de Leonardo da Vinci.

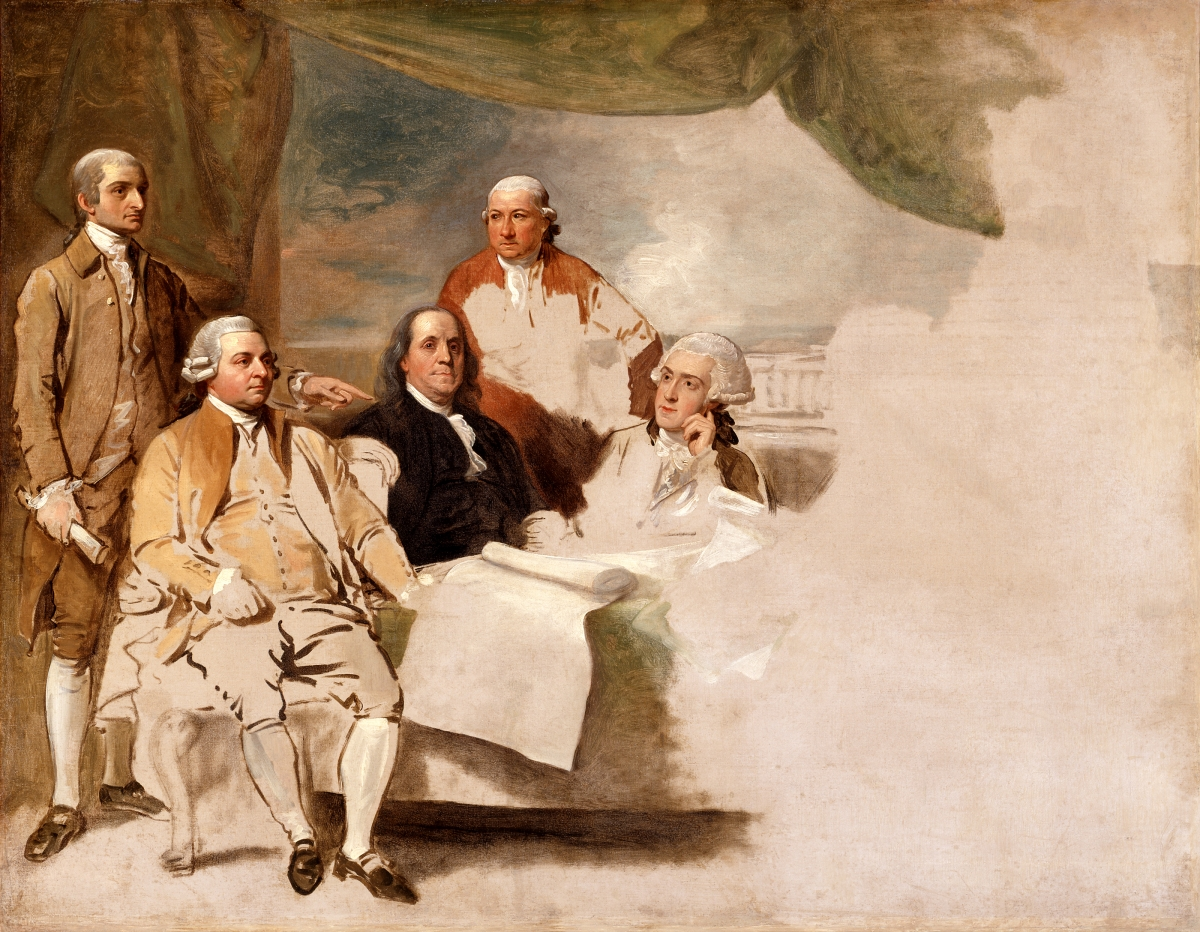
Treaty of Paris, la pintura de Benjamin West de 1783-84 de los delegados estadounidenses al Tratado de París de 1783 que puso fin a la guerra de Independencia de los Estados Unidos, dejó fuera a la delegación británica que, avergonzada por la derrota de su país, se negó a posar y, por lo tanto, el retrato nunca fue terminado.

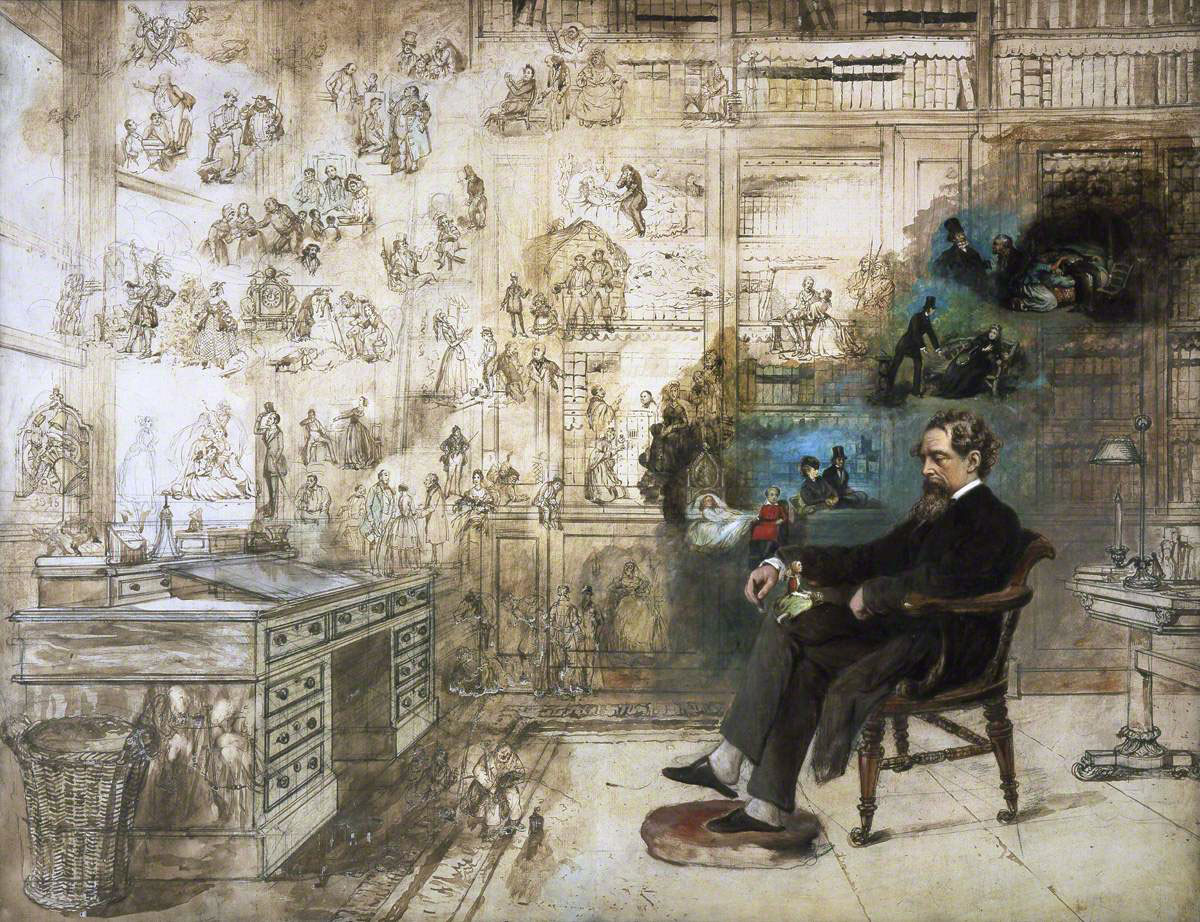
Dickens' Dream, de Robert William Buss, comenzó con la muerte de Charles Dickens en 1870 y quedó incompleto en el momento de la muerte del pintor en 1875.

Los artistas dejan un trabajo incompleto por una variedad de razones. Es posible que una pieza no se complete si el tema no está disponible, como en el cambio de un paisaje o la muerte de una persona que se está pintando. El retrato inacabado de Elizabeth Shoumatoff del 32.° presidente de los Estados Unidos, Franklin D. Roosevelt, se inició alrededor del mediodía del 12 de abril de 1945, pero quedó sin terminar cuando Roosevelt murió ese mismo día. En otros casos, las circunstancias externas pueden impedir la ejecución de una obra de arte «terminada»: Leonardo da Vinci desarrolló bocetos y modelos para la estatua del caballo «Gran Cavallo» de 7,3 m de altura, pero el bronce para moldear la escultura fue desviado para fabricar cañones. Quinientos años después, se completaron dos esculturas de tamaño completo basadas en el trabajo de Leonardo. Técnicamente, su La última cena está inconclusa. En la mayoría de las imágenes se muestra un techo, pero en Milán, donde se encuentra la pintura, muestra algo escrito en latín a medio hacer. Robert William Buss dejó sin terminar su pintura más famosa, Dickens' Dream, al igual que el propio Charles Dickens había dejado una novela a medio terminar a su muerte.
Dependiendo del medio involucrado, puede ser difícil para otro artista completar una obra de arte sin terminar sin dañarla. Algunos artistas completaron las pinturas de sus mentores, como se cree que Giulio Romano hizo en La transfiguración de Rafael y Tiziano en la Venus dormida de Giorgione.
En lugar de completar la obra maestra de otro artista, particularmente cuando han pasado muchos años, las obras inacabadas frecuentemente inspiran a otros a crear su propia versión. Miguel Ángel dejó varias esculturas y pinturas sin terminar, con bocetos y pinturas parcialmente terminadas que inspiraron a otros. Si el trabajo se va a realizar por encargo pero no está terminado, normalmente se pasa a otro artista. El trabajo de Leonardo da Vinci sobre la Adoración de los Magos para el monasterio de San Donato se detuvo cuando salió de Florencia hacia Milán. Aún requiriendo un retablo, los monjes emplearon a Filippino Lippi para crear uno nuevo. Ambas pinturas están ahora colgadas en la Galería Uffizi.
Las pinturas generalmente se dibujan en el lienzo antes de comenzar el trabajo, y las esculturas se planifican con frecuencia con una maqueta. Estas obras en proceso pueden ser tan buscadas como (o incluso más buscadas que) las obras terminadas de artistas de gran prestigio porque ayudan a revelar el proceso de creación de una obra de arte. Gian Lorenzo Bernini, un escultor del período barroco, hizo su bozzetti (un término italiano para el prototipo de escultura) de cera o terracota cocida para mostrar a los que le habían encargado cómo debía verse la pieza final. Once de estos bozzetti se exhibieron en una exposición en el Instituto de Arte de Chicago en 2004. Algunos museos se especializan en colecciones de maquetas, como el Museo dei Bozzetti en Pietrasanta, Italia.
Durante el Renacimiento, Donatello hizo esculturas que parecían inacabadas esculpiendo solo una parte del bloque, dejando que la figura pareciera estar atrapada dentro del material. Llamó a esta técnica non finito, y ha sido utilizada por varios artistas desde entonces.
En la era de los medios de comunicación, el trabajo incompleto puede llegar a una audiencia debido a la gran demanda de material por parte del artista. Tintín y el Arte-Alfa, el cómic número vigésimo cuarto de la popular serie Las aventuras de Tintín de Hergé, quedó inacabado a su muerte. Aunque había ilustrado una parte importante del libro, varios paneles bosquejados permanecieron en las escenas finales, sin un esquema claro para el último tercio de la historia. El libro aun así fue publicado y la historia se puede seguir a pesar de encontrarse incompleta.

## Arquitectura, construcción e ingeniería
Muchos proyectos de construcción o ingeniería han quedado sin terminar en diversas etapas de desarrollo. El trabajo puede terminarse como un cianotipo o diazotipia y nunca ser realizado, o puede abandonarse durante la construcción.
Hay numerosos edificios sin terminar que permanecen parcialmente construidos en países de todo el mundo, algunos de los cuales pueden usarse en su estado incompleto, mientras que otros permanecen como meras cáscaras. Un ejemplo de esto último es el Hotel Ryugyong en Corea del Norte. Si se termina, se convertiría en el hotel más alto del mundo y el séptimo edificio más grande, pero es inhabitable y no se completará debido al costo y la pobre integridad estructural. Algunos proyectos se dejan intencionalmente con una apariencia inacabada, particularmente los caprichos de finales del siglo XVI al XVIII.
Son muchas las razones por las que se paran las obras de construcción. Entre otros, incluyen un clima financiero cambiante, debilidades estructurales imprevistas y un cambio dramático en la política de un país. El trabajo en el palacio de los Sóviets, un proyecto para construir el edificio más grande del mundo en Moscú, se detuvo cuando la ciudad fue atacada durante la Segunda Guerra Mundial.

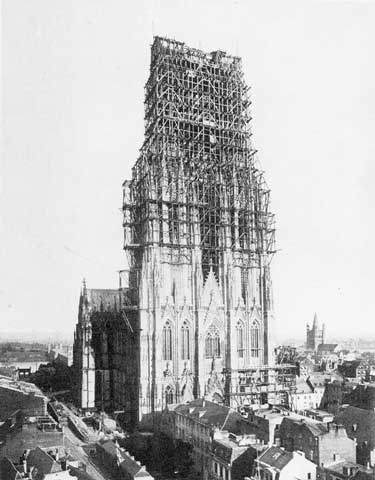
La construcción de la catedral de Colonia tomó más de 600 años.

Algunos edificios se encuentran en un ciclo de construcción casi perpetuo, con trabajos que duran décadas o incluso siglos. La Sagrada Familia de Antoni Gaudí en Barcelona está en construcción desde 1882. Las obras se retrasaron por la guerra civil española, durante la cual se destruyeron parte de los modelos originales. Después de la restauración de estos modelos, las obras aún están en curso y la previsión es que el edificio esté terminado en 2026. Hoy, incluso con partes de la basílica incompletas, sigue siendo el destino turístico más popular de Barcelona con 1,5 millones de visitantes. todos los años. Gaudí pasó 40 años de su vida supervisando el proyecto y está enterrado en la cripta. También en Barcelona, la construcción de la catedral de Barcelona comenzó en 1298, pero su cúpula y torre central solo se terminaron en 1913, 615 años después. La catedral de Colonia de Alemania tardó aún más en completarse, de 1248 a 1880, un total de 632 años.
No son solo los edificios los que han fallado durante la fase de construcción. En la década de 1920, la White Star Line contrató a los constructores navales Harland and Wolff para construir el primer transatlántico de 300 m, con el nombre previsto de Oceanic. Sin embargo, una disputa entre las empresas detuvo la construcción, luego la Gran Depresión le puso fin; finalmente, la parte de la quilla ya construida se rompió y se utilizó para construir dos barcos más pequeños pero similares, el MV Britannic y el MV Georgic. En la década de 1970, el puente Hoan en Milwaukee, Wisconsin, estuvo fuera de uso durante cinco años después de su construcción, cuando las carreteras de conexión no se habían completado. En la década de 1980, durante la guerra entre Irán e Irak, el presidente iraquí Sadam Huseín encargó el proyecto Babilonia. El diseño de la superpistola de Gerald Bull nunca se construyó por completo después del asesinato de Bull en marzo de 1990.

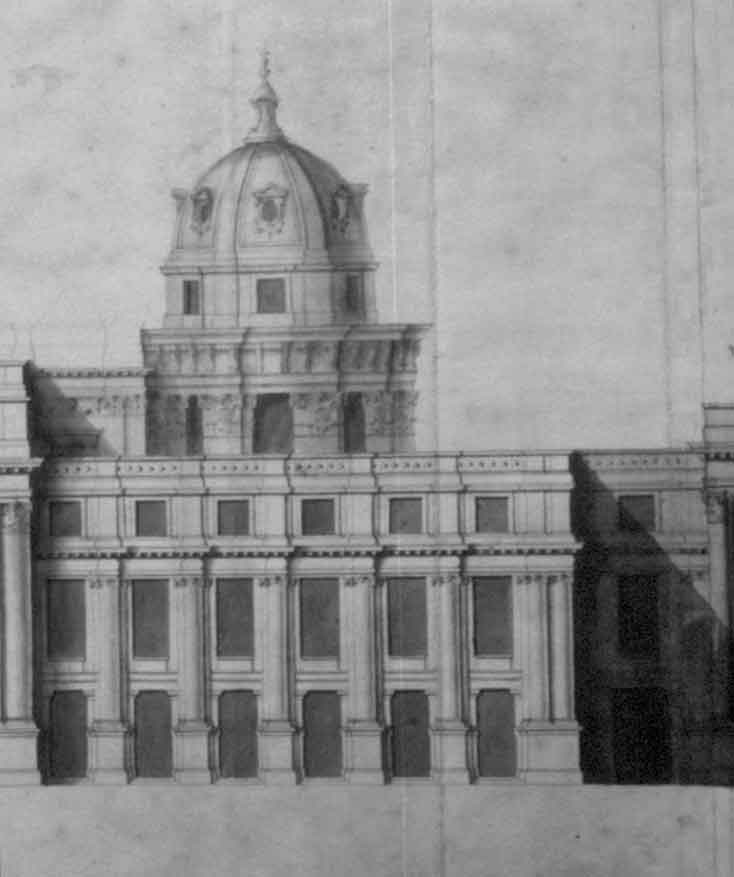
Boceto de 1698 de Sir Christopher Wren para la reconstrucción del palacio de Whitehall.

Muchos proyectos no llegan a la fase de construcción y se detienen durante o después de la planificación. Luis II de Baviera encargó varios diseños para el castillo de Falkenstein, siendo el cuarto plan muy diferente del primero. Los dos primeros diseños fueron rechazados, uno debido a los costos y otro porque el diseño no agradó a Luis, y el tercer diseñador se retiró del proyecto. Se completó el cuarto y último plan y se preparó algo de infraestructura para el sitio, pero Luis murió antes de que comenzaran los trabajos de construcción. El palacio de Whitehall, en ese momento el palacio más grande de Europa, fue destruido en su mayor parte por un incendio en 1698. Sir Christopher Wren, más famoso por su papel en la reconstrucción de varias iglesias después del gran incendio de Londres en 1666, esbozó una propuesta de reemplazo para una parte del palacio, pero las limitaciones financieras impidieron la construcción.
La tecnología informática ha permitido mostrar representaciones en 3D de proyectos antes de su construcción. En algunos casos, la construcción nunca se inicia y el modelo de computadora es lo más cercano que alguien puede llegar a ver la pieza terminada. Por ejemplo, en 1999, la exposición de Kent Larson «Unbuilt Ruins: Digital Interpretations of Eight Projects by Louis I. Kahn» mostró imágenes de computadora de diseños completados por el destacado arquitecto Louis Kahn pero nunca construidos. Las simulaciones por computadora también se pueden utilizar para crear prototipos de proyectos de ingeniería y probarlos antes de que se realicen; esto ha permitido que el proceso de diseño sea más exitoso y eficiente.
Incluso sin haber sido construidos, muchos diseños e ideas arquitectónicas han tenido una influencia duradera. El movimiento constructivista ruso comenzó en 1913 y se enseñó en la Bauhaus y otras escuelas de arquitectura, lo que llevó a numerosos arquitectos a integrarlo en su estilo.

## Música

### Música clásica
En los días de la música clásica, todas las composiciones se esbozaban en manuscritos; la tecnología para grabar música no existía. A menudo, estos manuscritos están toscamente esbozados, con trabajos de redacción garabateados sobre la parte superior de la música, y se han encontrado en montones desordenados. Muchas sinfonías inacabadas han sido reconstruidas a partir de estos manuscritos originales por otros compositores, después de la muerte del autor original, y algunas permanecieron incompletas hasta muchas décadas después. Uno de los ejemplos más famosos de composiciones musicales inacabadas es la Sinfonía n.º 8 en si menor de Franz Schubert, o como se la conoce más comúnmente, la sinfonía inacabada. Otra famosa pieza clásica inacabada es la Réquiem de Mozart, famosa en parte por los numerosos mitos y leyendas que rodean su creación y en parte por el prestigio de Mozart. En el momento de su muerte, Mozart había orquestado completamente solo el primer movimiento, dejando nueve movimientos más en diferentes estados de finalización. Franz Xaver Süssmayr, conocido de Mozart, terminó los nueve movimientos incompletos y escribió cuatro más. La Sinfonía n.º 10 de Gustav Mahler estaba incompleta, con solo borradores, bocetos y dos movimientos en su mayoría orquestados existentes a la muerte del compositor. Varias personas lo han «completado» con diversos grados de éxito, siendo el más notable la «versión interpretativa del borrador» de Deryck Cooke.

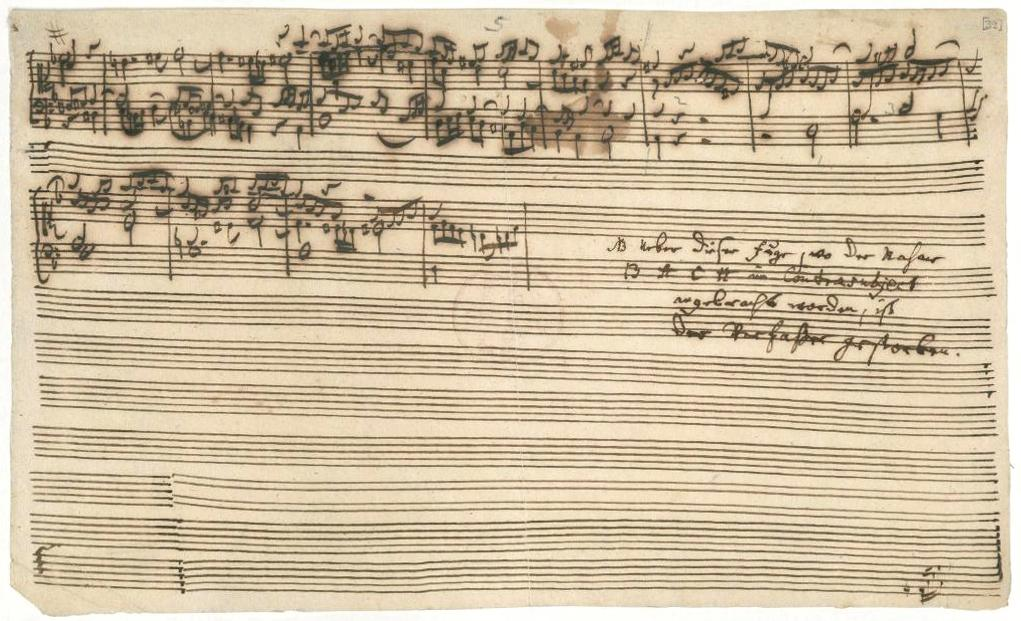
El arte de la fuga de J. S. Bach se rompe abruptamente durante el Contrapunctus XIV.

Algunas composiciones están terminadas «al estilo» del compositor original, con alguien que está muy familiarizado con la obra adoptando el mismo estilo de escritura y continuando el tono musical. El arte de la fuga de Johann Sebastian Bach, que fue interrumpido abruptamente durante el Contrapunctus XIV, probablemente poco antes de la muerte del compositor, se publicó por primera vez a mediados del siglo XVIII. Se han escrito muchas reconstrucciones, pero en 1991 Zoltán Göncz utilizó la forma de una fuga de permutación para hacer un fuerte argumento en cuanto a la estructura de la fuga por venir. Sir Edward Elgar estaba componiendo la Sinfonía n.º 3 en el momento de su muerte y dejó 130 páginas de bocetos. Estos bocetos fueron colocados en un orden razonable, orquestados al estilo de Elgar y elaborados por Anthony Payne. La reconstrucción de Payne se ha reproducido en numerosas ocasiones con gran éxito.
No obstante, algunas obras, consideradas completas por el compositor, se amplían por motivos no musicales. En mayo de 2000, el compositor Colin Matthews estrenó su «finalización» de Los Planetas de Gustav Holst, mediante la cual compuso un nuevo movimiento para el noveno planeta Plutón, dándole el nombre de «Plutón, el renovador». Cuando Holst escribió la pieza original, Plutón no se había descubierto, y esta adición, por lo tanto, actualizó la suite para representar todos los planetas conocidos del sistema solar (la Tierra nunca fue incluida), 82 años después de la original. En agosto de 2006, Plutón fue degradado oficialmente a un planeta enano, lo que significa que el trabajo original de Holst ahora representa con mayor precisión el sistema solar.
Algunas óperas muy famosas del siglo XX quedaron incompletas tras la muerte de sus compositores. Giacomo Puccini dejó inconcluso el final de Turandot y la música faltante tuvo que ser proporcionada por Franco Alfano para el estreno en 1926. Recientemente, Luciano Berio compuso un final alternativo. Alban Berg solo había terminado los dos primeros actos de su ópera Lulú en el momento de su muerte en 1935. Debido a las objeciones de su viuda, no fue hasta 1979 que se realizó una versión completa, con música para el acto final ideada por Friedrich Cerha usando los bocetos de Berg.
Otras obras musicales que están inacabadas pero ejecutables, simplemente se dan en su estado incompleto. La sinfonía de Schubert es la más famosa, pero la Sinfonía n.º 9 de Anton Bruckner se interpreta sin un final, y en Gesangsszene de Karl Amadeus Hartmann, las palabras finales del texto de Jean Giraudoux, que no se modificaron tras la muerte del compositor, son simplemente pronunciadas por el solista.

### Grabaciones modernas
Dado que el equipo de grabación ha sido una parte integral de la composición musical, ha sido posible utilizar las cintas maestras y las demostraciones originales para construir una canción a partir de las partes que ya se habían completado. Muchas demos son lanzadas oficialmente si el artista no ha podido (o no ha querido) completarlas, o están disponibles como grabación pirata. La continua popularidad de The Beatles llevó al lanzamiento de «Free as a Bird» y «Real Love» a mediados de la década de 1990 después de que los miembros de la banda reconstruyeran grabaciones incompletas del fallecido John Lennon. Ambas canciones alcanzaron el top cinco en la lista británica de sencillos.
En 1969, después de lanzar el White Album, los Beatles comenzaron a trabajar en un álbum titulado Get Back, que nunca se completó. La mayoría de las canciones de Get Back finalmente se usaron en el álbum Let It Be.

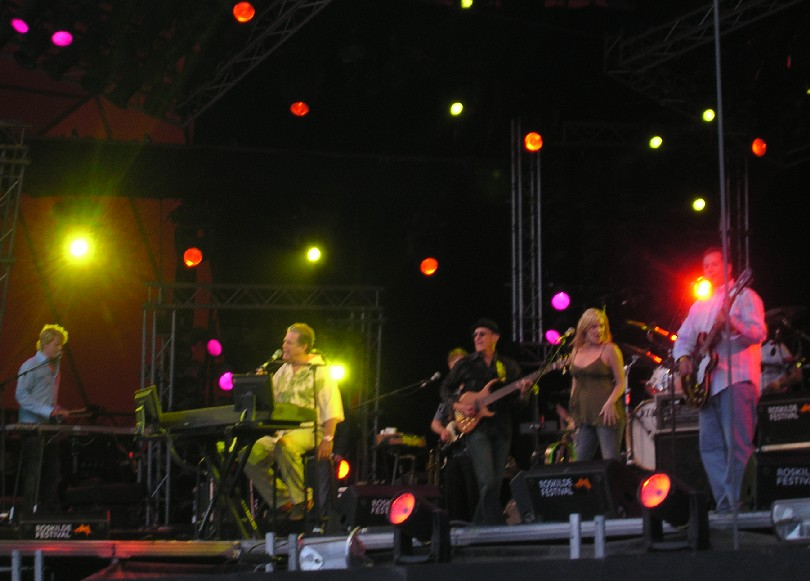
Brian Wilson presentando Smile como solista en 2005.

Smile de The Beach Boys es considerado el álbum inédito más legendario en la historia de la música popular. Grabado en 1966 y 1967, Smile iba a ser la continuación del álbum Pet Sounds (1966), pero debido a una plétora de razones, incluido el deterioro de la salud mental del líder del proyecto Brian Wilson y el aumento de la fricción entre los miembros de la banda, así como entre ellos y los ejecutivos de la compañía discográfica, la banda abandonó el proyecto después de completar numerosas grabaciones programadas para el proyecto (que se incluyeron en álbumes posteriores, menos ambiciosos). En 2004, Wilson y su socio de escritura Van Dyke Parks entraron al estudio, grabaron nuevamente el material y lo lanzaron como un álbum en solitario completo. Ese álbum se usó como plantilla para construir una versión del álbum de Beach Boys The Smile Sessions original en 2011.
Janis Joplin murió de una sobredosis de drogas durante las sesiones de grabación de Pearl. El álbum fue lanzado tres meses después de su muerte con diez canciones, incluidas dos grabaciones aparentemente incompletas. «Buried Alive in the Blues» fue lanzado como instrumental, y «Mercedes Benz» fue lanzado como vocal a capela.
Otros álbumes famosos de rock inacabados son la ópera rock Lifehouse de The Who, The Basement Tapes de Bob Dylan, First Rays of the New Rising Sun de Jimi Hendrix, My Sweetheart the Drunk de Jeff Buckley. Todos han sido lanzados, total o parcialmente, en diversas formas póstumas en los años siguientes, siendo Lifehouse otro caso de uso de demos para presentar una obra completa.
Varios artistas han descubierto que parte de su trabajo de estudio se ha filtrado a internet antes de que se complete su álbum. El seguimiento de 2002 de System of a Down a Toxicity, sin título en ese momento, se filtró en internet como archivos MP3. Cuando el álbum fue lanzado bajo el título Steal This Album! las canciones eran significativamente diferentes del trabajo en progreso, con diferentes títulos, letras e incluso melodías. Hubo algunos informes de que los cambios fueron el resultado directo de comentarios negativos sobre el material filtrado.
Algunos artistas intentarán asegurarse de que su trabajo se complete (tanto como sea posible) antes de que su salud les impida continuar. Johnny Cash, consciente de su mala salud, se aseguró de grabar las voces de 60 canciones más, y la música se completó después de su muerte. Estas canciones fueron compiladas por el productor Rick Rubin y lanzadas póstumamente como American V: A Hundred Highways y American VI: Ain't No Grave. Sin embargo, no todos los artistas tienen la oportunidad de completar su trabajo antes de su muerte, y las grabaciones que se hacen públicas pueden ser algo diferentes de lo que se pretendía originalmente. From a Basement on the Hill de Elliott Smith fue lanzado póstumamente en 2004 con comentarios del productor inicial del álbum diciendo que «[e]l disco que habría entregado [habría] tenido más canciones, habría tenido diferentes mezclas y [tendría] un poco más de su cara.»
Richard Carpenter lanzó varias pistas décadas después de la muerte de su hermana Karen en 1983, dejando una multitud de obras sin terminar. Una pista, lanzada en el álbum recopilatorio Interpretations en 1995, incluía la voz principal de Karen para la canción «Tryin' to Get the Feeling Again», que había sido previamente grabada y lanzada por Barry Manilow. La pista se había perdido durante años en una cinta mal etiquetada. Se agregaron cuerdas, piano y cantantes de respaldo al sonido de la voz principal de Karen, mientras que Richard dejó el sonido de ella dando vuelta la hoja principal en el producto terminado. Otra pista fue la versión de Karen de «Rainbow Connection», que había sido escrita por Kenny Ascher y Paul Williams para que Jim Henson la cantara como Kermit the Frog en The Muppet Movie (1979). Al grabarlo solo un año después, Richard afirma que a Karen simplemente no le gustó la canción y que por eso se omitió en su álbum de 1981, Made in America. Se agregaron un piano de juguete, un coro y cuerdas junto a la voz de Karen. La canción fue lanzada en 2001 en el álbum As Time Goes By, considerado el último álbum de estudio del dúo.

## Películas

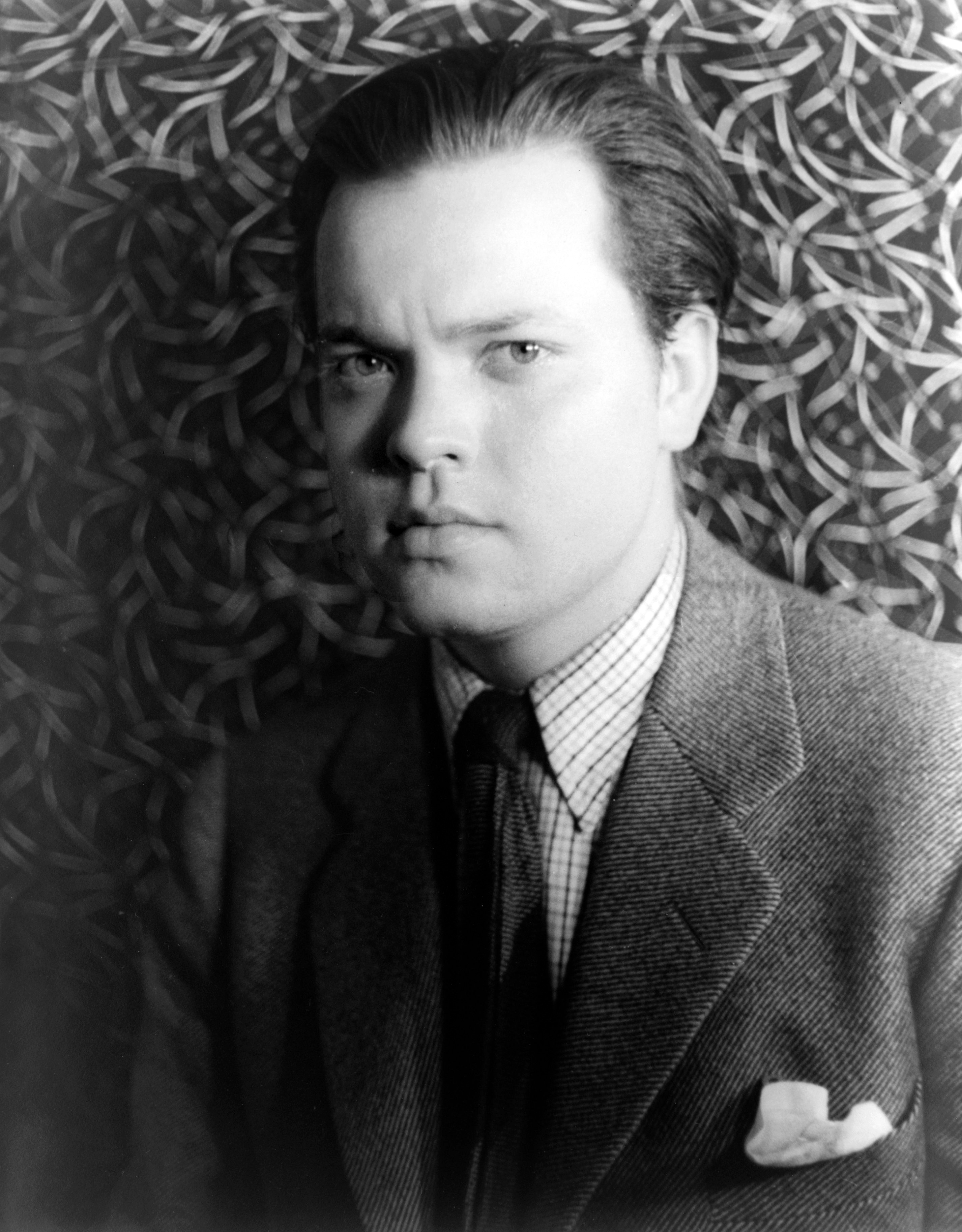
Orson Welles dejó numerosas películas inacabadas.

Es posible que las películas no se completen por varias razones, y algunas se archivan durante las diferentes etapas de la producción. Arrive Alive fue descartada después de una semana de filmación cuando la comedia no estaba a la altura del guion. Guardar una película sin que se estrene nunca puede resultar muy caro para los estudios, ya que Arrive Alive costó 7 millones de dólares.
Con tanta gente involucrada en la realización de películas, es posible que una película quede incompleta debido a una lesión o muerte. Si bien un miembro del equipo (incluso un productor o director) a menudo puede ser reemplazado, es mucho más difícil cambiar a un actor diferente si muchas de las escenas ya han sido filmadas, o si un personaje está fuertemente asociado con el físico, voz, comportamiento, o habilidades especiales de un actor. Por ejemplo, Dark Blood fue cancelada al 80% de la filmación debido a la muerte de su estrella River Phoenix. Sin embargo, la película se estrenó para un público invitado privado el 27 de septiembre de 2012 en el Festival de Cine de los Países Bajos en Utrecht, Países Bajos. Algunas películas se han completado a pesar de estos problemas. Un ejemplo famoso es Game of Death de Bruce Lee. Lee murió durante la filmación, y el resto de la filmación se terminó con Kim Tai-chung, un actor parecido a Lee, actuando como doble, y Yuen Biao actuando como doble de acción para escenas de acción. Su hijo, Brandon Lee, sufrió el mismo destino: murió después de filmar la mayor parte de El cuervo, pero las escenas restantes fueron interpretadas por el doble de acrobacias Chad Stahelski, con la cara de Lee compuesta digitalmente en el doble.
Los retrasos continuos pueden evitar que una película se complete. Something's Got to Give fue una película de 1962 con una historia de producción difícil, que incluyó el despido de la protagonista Marilyn Monroe. Más tarde fue recontratada pero murió antes de que comenzara la filmación; sin el retraso, la película podría haberse completado.
En vida de Orson Welles, sus películas inacabadas se volvieron legendarias. Durante décadas trabajó en una versión del Don Quijote, y afirmó que la película podría estar terminada a pesar de la muerte de sus dos actores principales. Citizen Kane sigue siendo una de las únicas películas que se estrenó como pretendía Welles, y la mayoría de sus otras películas quedaron incompletas o fueron cambiadas por los estudios. Su muerte el 10 de octubre de 1985 se produjo mientras trabajaba en Al otro lado del viento y Soñadores; la primera fue completada en 2018 por Peter Bogdanovich.
Las películas animadas, aunque menos vulnerables a problemas como la muerte de un actor, aún pueden fallar en completarse. The Thief and the Cobbler fue un proyecto de película animada de veintiséis años de Richard Williams que le fue arrebatado y completado por Fred Calvert. La copia de trabajo de la película original estuvo disponible como pirata, y ha habido varios intentos de restaurar la película, sobre todo el corte Recobbled de Garrett Gilchrist. La adaptación animada de 1978 de El señor de los anillos no fue considerada por el estudio como un éxito comercial suficiente para justificar la financiación de una secuela, por lo que no completó la historia del libro original.

## Televisión
Al constar de muchos episodios que se agrupan en temporadas o series, un programa de televisión de formato largo que pretende contar una historia larga y continua puede cancelarse por muchas razones antes de que transmita todos los episodios planificados y se resuelvan todos los arcos de la historia y y su premisa central.
Un programa de televisión puede cancelarse cuando la serie está comenzando, o incluso antes de que se haya transmitido un solo episodio. En la mayoría de los casos, para que una serie se transmita, sus creadores generalmente deben producir un episodio piloto para convencer a una cadena de televisión de que la acepte y la apoye. No hay garantía de que el piloto salga al aire; la cadena tiene la última palabra sobre si la serie seguirá adelante. Las cadenas a veces cancelan una serie después de que se transmite aproximadamente la mitad de su primera temporada, y transmiten un reemplazo a mitad de temporada en lugar de la segunda mitad de la temporada. Si una serie no se transmite, puede considerarse inacabada en el sentido de que se hizo un esfuerzo sustancial para desarrollarla y se podría haber trabajado mucho más en ella si se hubiera podido continuar.
Al final de una temporada, una serie de televisión puede ser cancelada si su cadena no ordena que le sigan las temporadas futuras. Una serie a menudo se considera inacabada si no resuelve todos los arcos de la historia planificados y la premisa central para ese momento. En tal situación, los creadores de la serie pueden hacer un intento por mantener la serie terminando intencionalmente con un cliffhanger en el final de temporada para dar a los fanáticos la impresión de que la serie no se ha resuelto correctamente. Esta táctica no siempre tiene éxito, y potencialmente puede producir una exacerbación de la decepción entre los fanáticos si la serie, no obstante, es cancelada y se deja realmente inconclusa, algo que le sucedió a Iron Fist de Marvel. Alternativamente, los creadores de una serie que se encuentran en una situación similar pueden optar por diseñar el final de la temporada para que funcione como un final de serie a fin de brindar una sensación de cierre a la audiencia en caso de que la serie se cancele y se le impida cumplir plenamente sus objetivos.
Algunas series de televisión inacabadas pueden revivirse por diversas razones y, en última instancia, recibir un final adecuado. Samurai Jack fue cancelada en 2004 después de cuatro temporadas sin una resolución concluyente de su trama central, que Adult Swim finalmente proporcionó cuando revivió la serie para una quinta y última temporada en 2017. Star Wars: The Clone Wars de 2008 fue cancelada en 2013 a mitad de su trama planificada a favor de otros proyectos de Star Wars encabezados por Disney después de que haya adquirido Lucasfilm un año antes; la serie permanecería inacabada durante años hasta que Disney y Lucasfilm decidieron revivir y finalmente terminarla con una última temporada, que fue estrenada exclusivamente en Disney+ el 17 de febrero de 2020. Scooby-Doo! y La Maldición de los 13 fantasmas recibió el encargo de resolver un agujero en la trama en la caricatura relativamente oscura de mediados de la década de 1980 del sábado por la mañana Los 13 fantasmas de Scooby-Doo. En otros casos, la serie revivida puede parecer simplemente un medio para atraer espectadores nostálgicos, sin un plan para dar una conclusión adecuada a los hilos generales de la trama que quedaron sin resolver al final de la serie original; tales críticas se dirigieron a The X-Files por su décima y undécima temporada, en 2016 y 2018, que también terminaron en un frustrante suspenso, lo que resultó en una fuerte reacción hacia cada final, a pesar de que algunos episodios anteriores fueron elogiados.
Finalmente, otras circunstancias externas pueden impedir la finalización de una pieza de televisión. La serie de 1980 de Doctor Who, Shada, fue abandonada después de que una huelga impidiera que el elenco y el equipo tuvieran acceso al estudio. Reorganizar la filmación de la serie se consideró menos importante que grabar la programación navideña, por lo que la serie quedó incompleta. Un lanzamiento de 1992 vinculó escenas filmadas con narración para describir escenas perdidas, para un lanzamiento de VHS. En 2017, el elenco original se reunió para grabar audio para una reconstrucción animada de escenas faltantes de acuerdo con el guion original.

## Software
El software de computadora, y particularmente los videojuegos, varias veces sufren de ser cancelados en medio de su desarrollo. Ocasionalmente se muestran a la prensa para que se puedan escribir avances, pero nunca se completan ni se publican. Amen: The Awakening tuvo un extenso avance escrito en la revista PC Paradox en 1999, incluyendo numerosas capturas de pantalla, lo que generó mucho interés en el proyecto. Sin embargo, se canceló al año siguiente. Debido al continuo interés en un juego, algunos eventualmente estarán disponibles en su estado inacabado. Combat 2, la secuela del juego Combat, incluido en el paquete Atari VCS de 1977, nunca fue completado, pero muchos años después, en la Classic Gaming Expo de 2001, se vendieron 200 copias del juego sin terminar después de que una compañía creara una caja y un manual.
El desarrollador de software Ultimate Play the Game había lanzado cuatro títulos completos en el ZX Spectrum, protagonizados por su héroe con casco colonial, Sabreman. Completar cada aventura llevaría al próximo título de la serie, con la excepción de Underwurlde que contenía múltiples salidas, cada una aludiendo a un título futuro. La quinta aventura prevista, Mire Mare, se mencionó al final de Underwurlde, Knight Lore y Pentagram, pero tras la adquisición de Ultimate a la editorial U.S. Gold, el título nunca fue lanzado. 
El software pasa por una fase de prueba que ayuda a eliminar los problemas antes de su lanzamiento; sin embargo, la prueba beta es una forma de prueba en la que el software está abierto al público (generalmente limitado a un número determinado de personas u organizaciones) pero aún está esencialmente inacabado. Suele ser una parte importante del desarrollo de un paquete de software.
Si una pieza de software se retrasa demasiado, el desarrollador puede simplemente lanzar el programa a pesar de la presencia de algunos errores. Internet ha permitido la implementación de parches que corrigen estos errores, pero antes de que dicha tecnología estuviera disponible, los problemas no se podían solucionar después de la publicación del juego. Incluso con esto, un juego con demasiados errores cuando se haga público recibirá críticas muy malas que sin duda afectarán las ventas. Por ejemplo, Destroyer Command de 2002 recibió algunas críticas muy positivas sobre muchos aspectos del juego, pero fue criticado por la cantidad de fallas que contenía que, dada una fase de prueba de software más larga, deberían haberse solucionado. Algunos desarrolladores optan por deshabilitar ciertas funciones para poder lanzar el juego a tiempo, especialmente si un proyecto ha visto una gran cantidad de funciones. Uno de esos títulos fue Defender of the Crown de Cinemaware, que se lanzó antes de que se completaran todas las funciones cuando la compañía se enfrentó a una fecha límite estricta y la pérdida de dos programadores.
También ha habido casos de videojuegos y software que no están terminados porque aún están en desarrollo y están disponibles para que un grupo más grande de personas los pruebe, ya sea permaneciendo en un estado de acceso temprano durante un período prolongado de tiempo o terminando atascados en beta perpetua.

## En la ley
El trabajo sin terminar a menudo está cubierto por las leyes de derechos de autor del país de origen. Estados Unidos ha dado el paso de crear una ley que menciona específicamente el trabajo en curso, por lo que la obra que se completará a futuro puede estar cubierto por derechos de autor. El 27 de abril de 2005 se incorporó a la legislación estadounidense la Artist's Rights and Theft Prevention Act («Ley de prevención de robos y derechos de los artistas»), una subparte de la Family Entertainment and Copyright Act («Ley de derechos de autor y entretenimiento familiar»). Esta ley permite que organizaciones o individuos soliciten protección de derechos de autor sobre productos comerciales sin terminar, como software, películas y otros medios visuales o audibles. Por ejemplo, un fotógrafo puede registrar previamente una fotografía dando una descripción escrita de cómo se verá la pieza final (o colección de la misma) antes de que termine el trabajo.
En la ley de derechos de autor, una creación artística que incluye aspectos importantes y básicos protegidos por derechos de autor de una primera obra original creada previamente se conoce como «obra derivada». Esto es válido para todo tipo de trabajos, incluidos aquellos que nunca se han publicado oficialmente. Los derechos del autor de la primera obra deben otorgarse a la obra secundaria para que se pueda llamar legítimamente «obra derivada». Si no se otorga ningún permiso de derechos de autor por parte del creador, en su lugar se denomina «copia». Una vez finalizada la nueva pieza, ambas partes tienen un estado conjunto de derechos de autor, y ambas tienen que estar de acuerdo con cualquier publicación. Cuando los derechos de autor han caducado para el trabajo original, el segundo artista es el propietario total de los derechos de autor de su trabajo, pero no puede detener la distribución de la pieza original ni que otro artista complete el trabajo a su manera. Sin embargo, estos derechos de autor solo se pueden otorgar si el trabajo muestra contenido creativo nuevo y significativo.